# Bromelia macedoi
Bromelia macedoi är en gräsväxtart som beskrevs av Lyman Bradford Smith. Bromelia macedoi ingår i släktet Bromelia och familjen Bromeliaceae. Inga underarter finns listade i Catalogue of Life.